# Robin Davies
Robert Richard (Robin) Davies (Merionethshire, 16 januari 1954 - Norwich, Engeland, 22 februari 2010) was een Brits acteur.
Davies werd zeer bekend dankzij zijn rol als Carrot in het eerste seizoen van de gerenommeerde serie Catweazle. Later was hij te zien als Simon Harrison (later Redway) in de series And Mother Makes Three en And Mother Makes Five. Zijn laatste rol stamt alweer uit 1998, toen hij Plum speelde in de speelfilm Shakespeare in Love.
Robin Davies is op 22 februari 2010 overleden aan de gevolgen van longkanker 

## Filmografie
- The Magnificent Six and 1/2 Televisieserie - Steve (Afl., Peewee Had a Little Ape, 1968)
- if.... (1968) - Machin
- Catweazle Televisieserie - Carrot (13 afl., 1969-1970)
- Blood on Satan's Claw (1971) - Mark Vespers
- Doomwatch Televisieserie - Malcolm Priestland (Afl., The Logicians, 1971)=
- And Mother Makes Three Televisieserie - Simon Harrison (Afl. onbekend, 1971-1973)
- And Mother Makes Five Televisieserie - Simom Redway (Afl. onbekend, 1974-1976)
- Warship Televisieserie - Ord. Jones (Afl., Away Seaboat's Crew, 1974)
- A Moment in Time (Televisiefilm, 1979) - Splodge
- Secret Army Televisieserie - Ronnie Whale (Afl., A Safe Place, 1979)
- Escape Televisieserie - Rol onbekend (Afl., The Cartland Murder, 1980)
- Spearhead Televisieserie - Korporaal Box (Afl., Jackal, 1978|Repercussions, 1979|Waiting Games, 1979|Futures, 1981)
- Britannia Hospital (1982) - Adrian
- The Bill Televisieserie - Dennis (Afl., This Little Pig, 1985)
- Split Ends Televisieserie - Herbie (Afl. onbekend, 1989)
- A Mind to Kill (1991) - John Hammond
- Trainer Televisieserie - Neil Johnson (Episode 2.4, 1992|Episode 2.5, 1994|Episode 2.10, 1992)
- The Lifeboat Televisieserie - Bryn Jenkins (Afl., Shadows of Doubt, 1994|Breaking Point, 1994)
- One Foot in the Grave Televisieserie - Rambler (Afl., Endgame, 1997)
- Shakespeare in Love (1998) - Plum

- Bibliothèque nationale de France: cb178064242 (data)
- Gemeinsame Normdatei: 1232977128
- International Standard Name Identifier: 0000 0001 3359 5360
- SNAC: w6b0290d
- Virtual International Authority File: 93550674
- WorldCat: E39PBJxxgTt8HQqdXxxPbxBXVC